# Bajo el mismo cielo
Bajo el mismo cielo é uma telenovela estadunidense produzida e exibida pela Telemundo entre 28 de julho de 2015 e 25 de janeiro de 2016.
É uma adaptação do filme de 2011 A Better Life dirigido por Chris Weitz, mas inspirado pelo roteiro El jardinero criado por Roger L. Simon.
É protagonizada por Gabriel Porras e María Elisa Camargo e antagonizada por Erika de la Rosa, Luis Ernesto Franco, Mercedes Molto e Julio Bracho.

## Enredo
Carlos Martínez é um imigrante indocumentado vivendo em Los Angeles. Ele é um homem bom, trabalhador que quer dar um bom futuro e melhores oportunidades para seus filhos. Para fazer isso, ele terá de enfrentar várias dificuldades e perigos.

## Elenco
| Ator/Atriz              | Personagem                   |
| ----------------------- | ---------------------------- |
| Gabriel Porras          | Carlos Martínez              |
| María Elisa Camargo     | Adela Morales/ Mati Martínez |
| Erika de la Rosa        | Felicia Méndez               |
| Luis Ernesto Franco     | Rodrigo Martínez "El Faier"  |
| Julio Bracho            | José "Colmillo" Giménez      |
| Alejandro Speitzer      | Luis Martínez                |
| Mercedes Molto          | Déborah Sanders              |
| Kendra Santacruz        | Greicy Cordero               |
| Georgina Palacios       | Paulina Garibaldi            |
| José Guillermo Cortines | Cristóbal Méndez             |
| Liz Gallardo            | María Solís Martínez         |
| Fernando Noriega        | Willy López                  |
| Keller Wortham          | Jacob Sanders                |
| Oka Giner               | Susy Sanders                 |
| Raúl Arrieta            | Rudolfo Solís                |
| Fredy Flores            | Santiago Yépez               |
| Rosalinda Rodríguez     | Laura Morales                |
| Carlos Ferro            | Matías Morales               |
| Cristian Adrián         | El Alacrán                   |
| Juan Pablo Llano        | Erick Vilalta                |
| Andrés Zúñiga           | Jay Ortega                   |
| Kevin Aponte            | Nick Hernández               |
| Ahrid Hannaley          | Isabel Garrido               |
| Alma Itzel              | Sharon López                 |
| Giancarlo Vidrio        | Mago                         |
| Felipe Betancourt       | Gacho                        |
| Ximena Ayala            | Juana García                 |
| Roberto Escobar         | Alan                         |
| Cristina Figarola       | Oficial Ramírez              |
| Christina Mason         | Noemí Giménez                |
| Xavier Rubalcaba        | Rodrigo Martínez (jovem)     |